# Sultanens Drøm
Sultanens Drøm er en fransk stumfilm fra 1900 af Georges Méliès.